# 埃尔泽·拉斯克-许勒尔
埃尔泽·拉斯克-许勒尔 （發音：[ˈɛl.zə ˈlas.kɐ ˈʃyː.lɐ]；1869年2月11日—1945年1月22日）是一个德国犹太诗人和剧作家，以她在柏林的波希米亚生活方式和她的诗歌而闻名。她是少数与表现主义运动有关的女性之一。拉斯克-舒勒逃离纳粹德国，在耶路撒冷度过余生。